# Skyros (cheval)
Vous lisez un « article de qualité » labellisé en 2022.
Le Skyros (en grec : Αλογάκι της Σκύρου / Alogáki tis Skýrou) est une race de chevaux miniatures originaire de l'île de Skýros, en Grèce, dont il a pris le nom. Proche morphologiquement du cheval oriental dont il est pourtant éloigné génétiquement, ses origines remontent probablement à l'Antiquité grecque. Totalement isolé d'autres équidés sur une longue période de temps, il acquiert des particularités physiques et une grande rusticité. Durant une partie de leur histoire, les cultivateurs de l'île font périodiquement appel à ce petit cheval pendant la saison du battage, avant de le relâcher en liberté. Avec la motorisation de l'agriculture, la race perd ses usages et se raréfie. Plusieurs programmes de sauvegarde voient le jour, et trois associations se créent pour assurer sa pérennité. L'Organisation des Nations unies pour l'alimentation et l'agriculture (FAO) reconnaît le Skyros comme race menacée en 1991.
Docile et résistant, le Skyros présente une morphologie de cheval miniature plutôt que de poney. Avec une taille moyenne légèrement supérieure à un mètre, c'est l'une des plus petites races de chevaux au monde. Si sa morphologie le permet, il peut faire une bonne monture d'équitation sur poney pour les jeunes enfants. L'association de sauvegarde The Silva Project l'utilise en équithérapie. Le cheptel, toujours en reconstitution, reste en danger critique d'extinction. Il compte 387 individus recensés en Grèce en 2020, localisés essentiellement sur les îles de Skyros et Corfou, avec une implantation à l'université Aristote de Thessalonique, ainsi qu'une vingtaine de sujets en Écosse.

## Dénomination et classification taxonomique
Cette race est nommée « Skyros » en français, Skyros Pony, ou Skyrian,, en anglais, et Skyros-Pony en allemand. Le guide Delachaux en français déclare que le nom de la race en grec moderne serait Helliniko alogaki (« petit cheval hellène »), ce que ne confirment pas les sources en grec moderne, qui emploient le nom αλογάκι της Σκύρου (« petit cheval de Skyros »), ou plus simplement alogaki, signifiant « petit cheval ». D'après l'auteur allemand Jasper Nissen, ces chevaux sont surnommés localement Hipparion, un mot du grec ancien pour désigner un petit cheval.
Certains guides touristiques et des publications scientifiques non consacrées au cheval, présentent ce cheval comme une « espèce », parfois sous le nom de Equus caballus Skyriano. Trois études génétiques publiées dans des revues relues par les pairs précisent que le Skyros est bien une race de chevaux (breed en anglais, un rang taxonomique située sous celui de l'espèce),,, et non pas une espèce séparée. Le Pr Michael Vrahnakis (spécialiste en agroforesterie) cite Equus caballus Skyriano comme étant une sous-espèce d′Equus caballus (le cheval) dans une publication relative aux zones sèches de l'île de Skýros, mais sans apporter de preuve génétique qu'il s'agirait bien d'une sous-espèce. Le nom Equus caballus Skyriano n'est pas référencé dans les publications scientifiques en génétique des populations, et uniquement associé au rang de race dans les autres publications qui mentionnent ce nom. Ce nom ne figure pas non plus dans les encyclopédies spécialisées en races de chevaux.

## Histoire

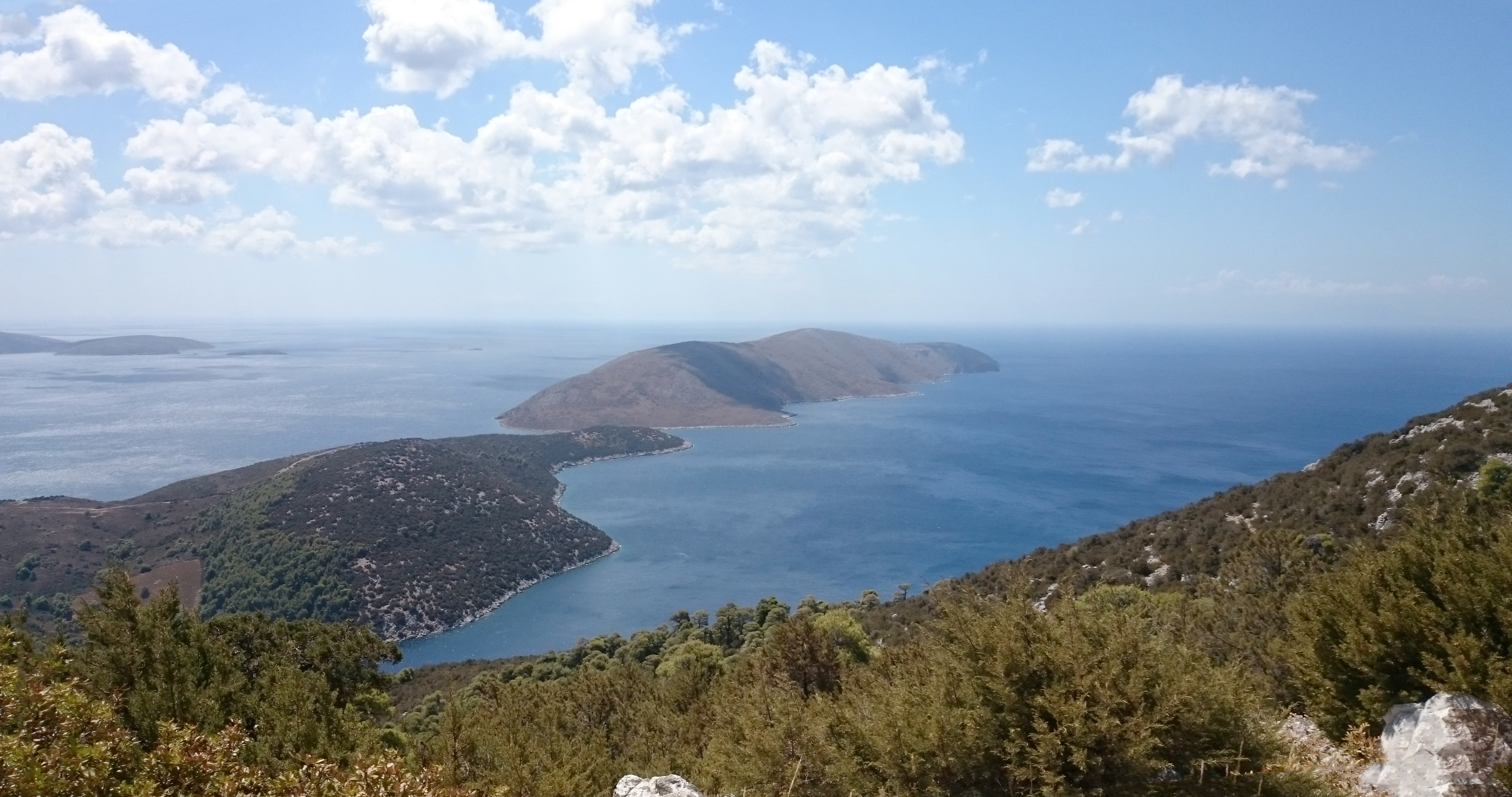
Biotope de Skýros.

Skýros est une île de la mer Égée d'une surface de 215 km2, au climat aride, avec peu de végétation. L'île est principalement composée de roches calcaires et offre très peu d'eau douce, si bien qu'il n'est pas rare que les animaux locaux meurent de déshydratation pendant l'été. Les poneys se déplacent régulièrement à la recherche d'eau et de nourriture, l'hiver emportant régulièrement les plus jeunes poulains en raison du manque de nourriture. Ils se nourrissent habituellement d'herbes, d'arbustes, de feuilles d'olivier sauvage, d'érable et de chêne, et même de chardons. La source de Nifi, au sud-Ouest de l'île, est le principal point d'abreuvement des animaux.

### Théories d'origines

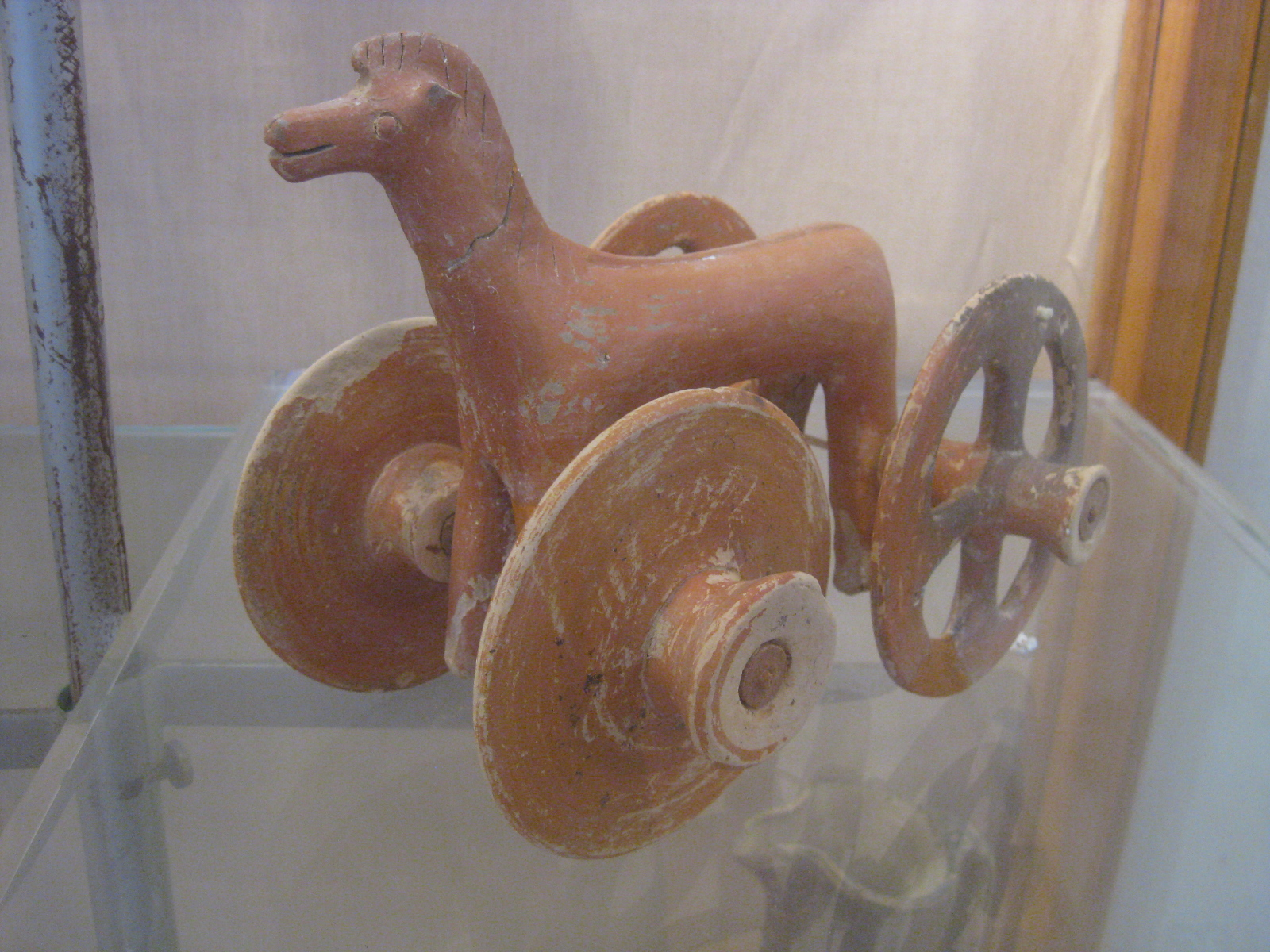
Statuette équine au musée archéologique de Skyros.

L'étude d'Elisabeth Bömcke et ses collègues, publiée en 2011 et portant sur la relation génétique du Skyros avec les autres races de chevaux et de poneys grecs, n'a pas permis de tirer une conclusion scientifique fiable quant à l'origine de cette race,.
Dans la presse équestre, le Skyros est rapproché de poneys survivants de l'Holocène tels que l'Exmoor, ainsi que des chevaux lydiens qui tractaient les chars il y a 2 500 ans, et du Caspien de l'époque de Darius Ier. Pour vérifier l'hypothèse d'une parenté avec l'Exmoor ou le Caspien, l'étude de génétique croisée à des analyses morphométriques publiée par la vétérinaire écossaise Sheilag A. Brown et ses collègues en 2013 conclut à une proximité morphologique avec le Caspien, mais à une distance génétique importante à la fois avec le Caspien et l'Exmoor. La race Skyros est donc distincte, bien individualisée, mais son origine exacte reste inconnue.
Les origines sont incontestablement anciennes,,,. L'encyclopédie de référence de CAB International (édition de 2016)  rattache le Skyros au groupe du poney grec natif, avec le Pindos, qui n'a pas non plus reçu d'influences extérieures.
Selon l'ouvrage de référence anglais-grec de Petros Konstantinidis (Πέτρος Κωνσταντινίδης), Nikos Creticus (Νίκος Κρητικός), Jeremy Mallinson et Alec N. Copland, ainsi que pour l'auteur anglais Elwyn Hartley Edwards et le guide Delachaux, la race remonte à l'Antiquité grecque. Des colons athéniens auraient pu introduire des chevaux sur l'île de Skýros,,. Il existe des preuves iconographiques d'une circulation de chevaux par bateau entre les îles grecques à l'époque mycénienne. Dans l'Antiquité, il semble que plusieurs îles grecques aient hébergé des poneys, mais aucun document ne permet d'attester qu'ils y aient eu un usage particulier. L'île de Skýros serait la seule à avoir conservé un petit cheval depuis l'Antiquité, la race ayant gardé un type très primitif, que l'auteur italien Maurizio Bongianni compare à celui du Tarpan.
L'aire d'extension de l'actuel « type Skyros » était peut-être beaucoup plus vaste par le passé. Elle pourrait couvrir la Macédoine, comme en témoignent les ossements d'un cheval de petite taille retrouvés à Síndos (dème du Delta), datés du VIe siècle av. J.-C. ou du VIIe siècle av. J.-C., et analysés comme étant proche de l'actuel Skyros. Le zooarchéologue Theodore Antikas estime ainsi, dans un article publié uniquement sur academia.edu, que ce type de petit cheval, également présent sur les îles de Rhodes, Skópelos, Eubée et Lesbos, constitue la plus ancienne race de chevaux du bassin méditerranéen, et peut-être la plus ancienne race de chevaux d'Europe.
L'auteur allemand Jasper Nissen réfute que l'île ait hébergé des chevaux dès l'Antiquité. Il déclare que les chevaux ont été introduits par des Vénitiens aux XIIe et XIIIe siècles, pendant leur conquête de la Grèce par la mer Égée. L'autrice tchèque Helena Kholová cite cette même version comme étant une « tradition » locale.

### Jusque dans les années 1960

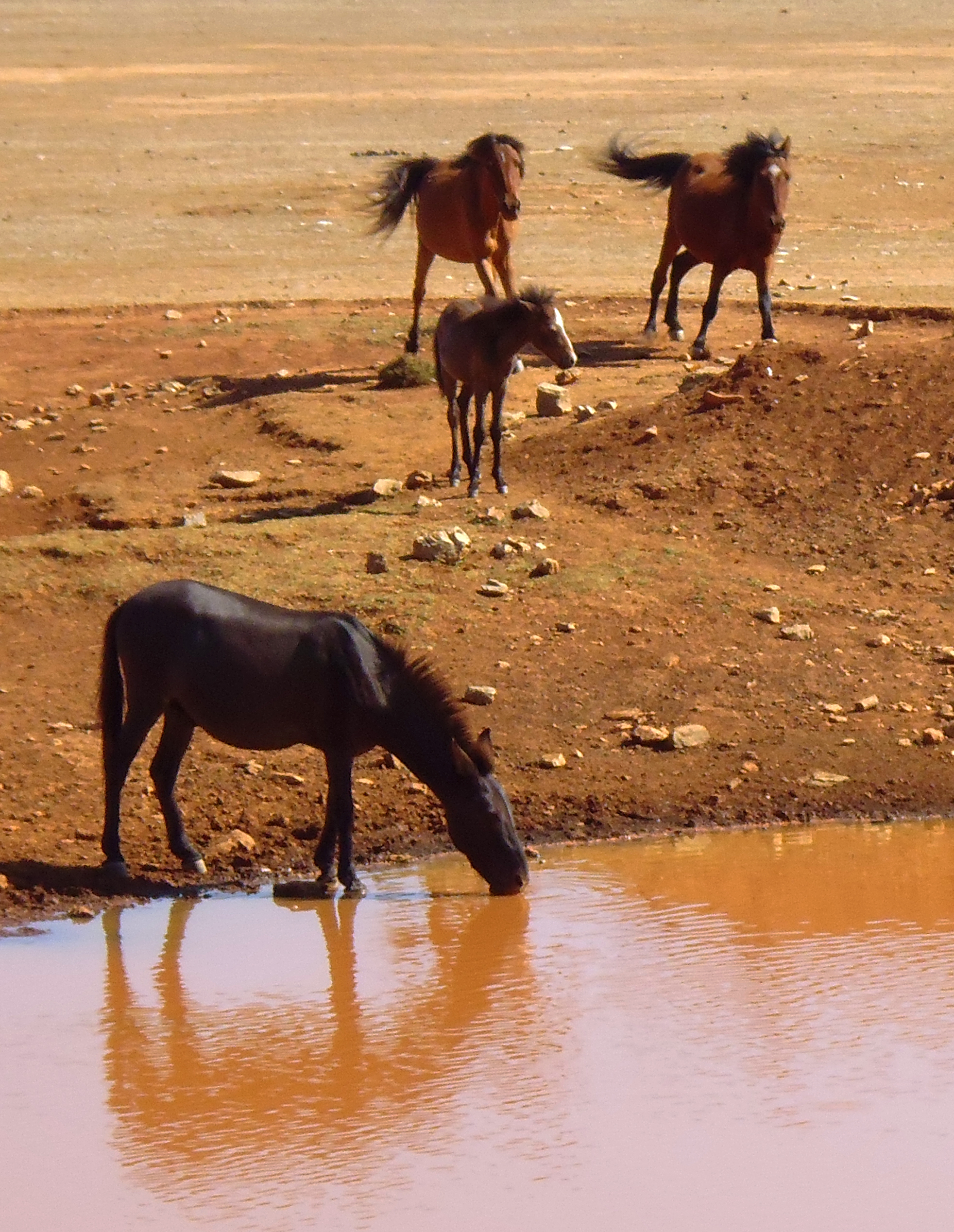
Mule (au premier plan) et petits chevaux Skyros au second plan

Pendant plusieurs siècles, le Skyros garde son aspect originel, n'étant en contact avec aucune autre race de chevaux,. Cet animal n'est pas mentionné dans les sources qui décrivent la faune locale. Même pendant la domination turque (1453-1830), alors que sur les autres îles grecque, le cheptel local est croisé avec le cheval oriental, Skýros ne devient jamais une terre d'élevage en raison de sa faible accessibilité. Cela n'exclut cependant pas une éventuelle influence arabe.
En août 1896, le directeur de la clinique vétérinaire d'Athènes Petros Konstantinidis (Πέτρος Κωνσταντινίδης) visite l'île de Skýros, et rédige un rapport qui décrit la condition physique et l'environnement dans lesquels vivent les poneys.
Ils vivent dans la partie sud de l'île, une zone montagneuse appelée le vouno (la montagne), mais les poneys émigrent au début de l'été au nord de l'île, à la recherche d'eau et de nourriture,. La docilité naturelle des Skyros permet aux fermiers de l'île d'en domestiquer certains pour les travaux agricoles,,, : ils réalisent le battage du grain pendant 40 à 50 jours, sur l'aloni, une surface argileuse circulaire. Un seul paysan peut posséder jusqu'à 20 hipparia. Lorsque le travail est terminé, à la mi-août, les enfants montent ces poneys et se défient dans une course de chevaux. Les animaux regagnent d'eux-mêmes les terrains de pacage du vouno lorsque les pluies arrivent en septembre,. Pendant tout l'hiver, ils évoluent en liberté à environ 800 mètres d'altitude, sans recevoir de nourriture par les humains, ce qui entraîne des pertes lorsque la saison est rigoureuse, avec des tempêtes et des chutes de neige,. En 1928, la population est estimée à environ 500 têtes sur l'île. Selon Nissen, la race affronte sa pire épreuve pendant l'hiver 1928-1929, lorsque sur les 500 poneys existants, 100 survivent aux conditions climatiques, dont seulement sept poulains. Selon Friderun Papavassiliou, la Seconde Guerre mondiale et la guerre civile (1942-1949) ont été les principales responsables du déclin des poneys.
Dans les années 1960, avec l'introduction puis l'utilisation des machines (moissonneuses-batteuses), l'usage de cet animal par la population humaine cesse,, comme le décrit F. Papavassiliou. La motorisation prive les hipparia non-seulement de leur usage, mais aussi et surtout des compléments de nourriture et d'eau apportés par les humains pendant les mois d'été. Le cheptel se réduit progressivement à une centaine de têtes. La principale menace vient alors des ânes qui partagent le vouno avec le Skyros. Les deux espèces se reproduisent, et ceci au détriment de la race Skyros. Les poneys sont aussi en concurrence avec des chèvres et des moutons pour l'accès à la rare nourriture,, et subissent la prédation de chiens sauvages. L'introduction d'ânes a été volontaire de la part des propriétaires des chevaux, qui parviennent à exporter des mules, lesquelles ont une valeur marchande fortement supérieure à celle du petit cheval,.

### Sauvegarde

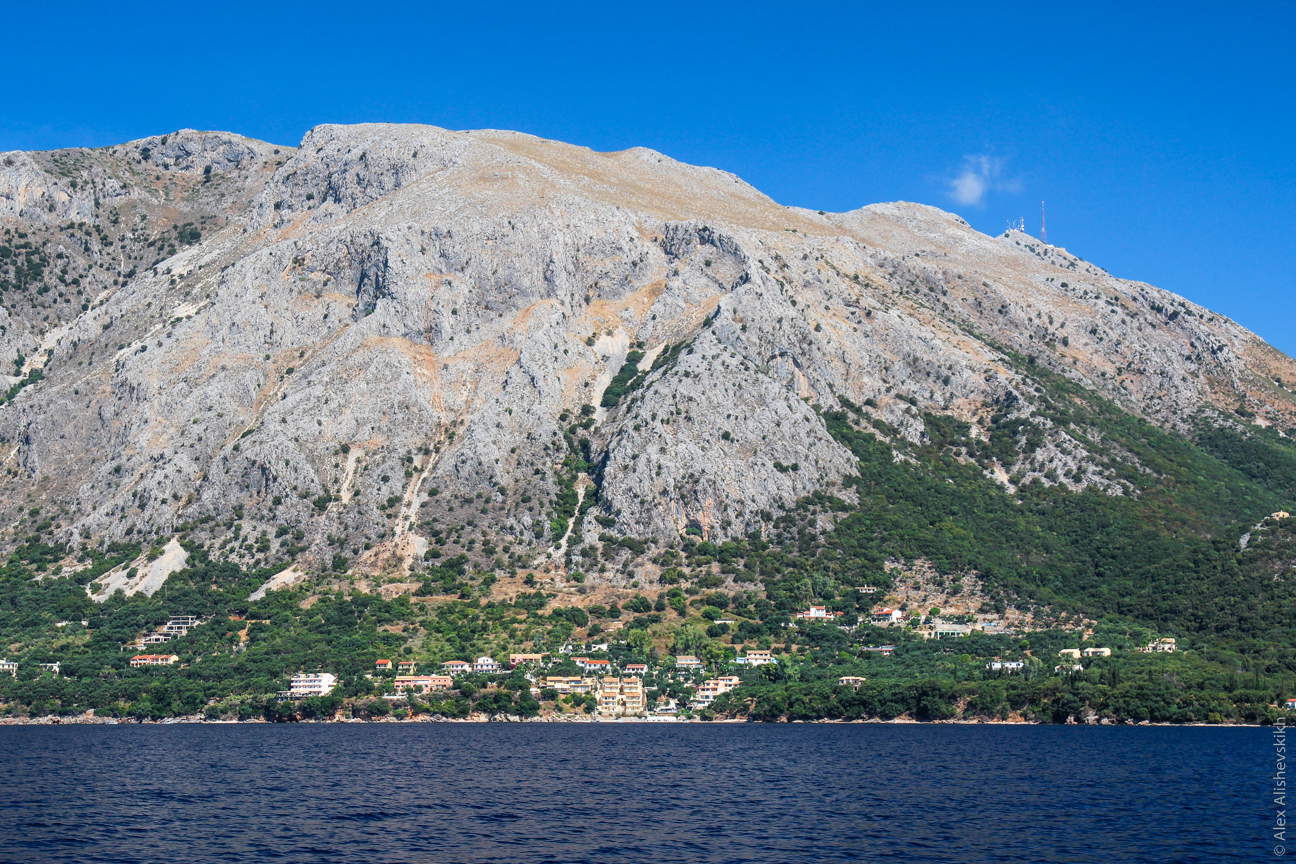
Biotope de l'île de Corfou.

Dans les années 1970, un programme de sauvegarde et de reproduction voit le jour. Celui-ci ne dure qu'une dizaine d'années, mais il permet de mettre le Skyros en avant et de le faire reconnaître comme race menacée en 1991 par la Food and Agricultural Organization (FAO),. Depuis 1975, le gouvernement grec interdit formellement d'exporter les juments et les poulains.
Ces mesures arrivent cependant trop tard pour prémunir deux des trois hardes subsistantes d'un goulet d'étranglement de population. Le déclin des populations de chevaux est un phénomène généralisé en Grèce, pays qui a perdu plus de 60 % de sa population équine entre 1990 et 2010. L'inscription des sujets dans un registre généalogique commence surtout après 1989, mais l'enregistrement reste très incomplet sur la durée, de nombreux animaux n'étant pas comptabilisés ou d'ascendance inconnue, ce qui rend la mise en place d'un programme de gestion de la consanguinité difficile. Classiquement, les juments en liberté ne sont pas surveillées, la saillie s'effectuant par un étalon inconnu.
Dans les années 1990, 102 chevaux appartenant à la race sont dénombrés sur l'île, dont 24 juments et 7 étalons. En 1997, une organisation internationale, le Silva Project, se met en place sur l'île de Corfou pour reprendre l'action de sauvegarde, notamment en définissant un standard et un registre généalogique. Cette association est fondée par Silva Steen, qui débute avec quatre poneys. Un troupeau de 17 poneys conformes à ce standard est sélectionné sur l'île de Corfou. Cependant, la mise en place de cette sauvegarde sur l'île de Skýros est difficile car les poneys sont en concurrence avec de nombreuses chèvres sur les maigres ressources disponibles, entraînant un phénomène de surpâturage. De 1998 à 2010 environ, le nombre de nouvelles naissances chez la race Skyros est en chute libre, excepté en 2001 et 2004. Le cheptel compte 160 poneys en 2004, puis remonte à un peu moins de 200 vers 2009.
En 2003, le professeur David Bellamy préface un ouvrage de référence bilingue anglais-grec consacré à la race, co-rédigé par l'écologiste Alec N. Copland, un professeur d'anatomie vétérinaire à l'Université d'Édimbourg, et Jeremy Mallinson, directeur du zoo de Jersey. En 2005, la vétérinaire écossaise Sheilagh Brown contacte un confrère qui lui fait découvrir le Skyros en important 5 poneys vers l'Écosse depuis la Grèce, et récupère son troupeau de 14 Skyros en 2010 ; elle mène ensuite une étude sur ce troupeau,.
Les Skyros restés sur leur île d'origine vivent complètement à l'état sauvage, en harems comptant de trois à quatre juments pour un étalon, une situation rarissime à l'échelle de l'Europe. L'achat de leur nourriture représente un coût conséquent pour les agriculteurs, le prix du fourrage sur les îles étant quatre à cinq fois supérieur à celui payé en Thessalie. L'État grec verse 111 euros de subventions annuelles (en 2004) aux propriétaires des animaux pour les nourrir pendant l'hiver, mais cet argent est parfois détourné par des personnes peu scrupuleuses. Dans les années 2010, d'après l'association Friends of the Skyrian Horse, une construction de parc éolien dans la zone Natura 2000 dans laquelle vivent les poneys menace désormais le cheptel de l'île de Skýros. Une autre menace provient du changement climatique, qui entraîne une baisse des récoltes de fourrage, et de la hausse du prix de l'électricité en Grèce.

## Description
Le Skyros est marqué par un développement dans des conditions climatiques et alimentaires difficiles, des siècles d'isolement insulaire dans un biotope montagneux et rocailleux. Cela a pu entraîner une réduction de sa taille,, et des défauts de conformation du squelette. Les éleveurs tentent depuis de corriger cela par la sélection. Des sujets ont, plus récemment, été exportés pour être élevés avec des apports alimentaires substantiels.

### Taille et poids
Avec le Shetland, originaire des îles éponymes en Écosse, le Skyros est considéré comme l'une des plus petites races de chevaux au monde, ; il est aussi la plus petite race de chevaux de Grèce,,,. Cependant, les données relatives à sa taille divergent selon les auteurs.
La source officielle de la FAO note une taille moyenne de 1,07 m chez les femelles et 1,09 m chez les mâles, mesures reprises par Avdi et al. dans leur étude de 2008. Kholová, Marco Masseti dans son atlas des mammifères grecs, Swinney, Nissen et le guide Delachaux indiquent une fourchette de 90 cm à 1,10 m au garrot ; pour l'auteur autrichien Martin Haller, le Skyros mesure un mètre. L'auteur et journaliste italien Maurizio Bongianni cite une fourchette un peu plus élevée, soit de 94 cm à 1,12 m. Hubert Klein, journaliste pour Cheval Magazine, cite 90 cm à 1,15 m ; CAB International et Ravazzi citent 95 cm à 1,15 m ; Brengard 1 m à 1,15 m. Le journaliste britannique Elwyn Hartley Edwards et la Française Emmanuelle Hubrecht donnent une moyenne de 1,10 m,.
Le poids va de 120 à 130 kg selon les données de la FAO, Brengard annonçant une moyenne de 150 kg.

### Morphologie

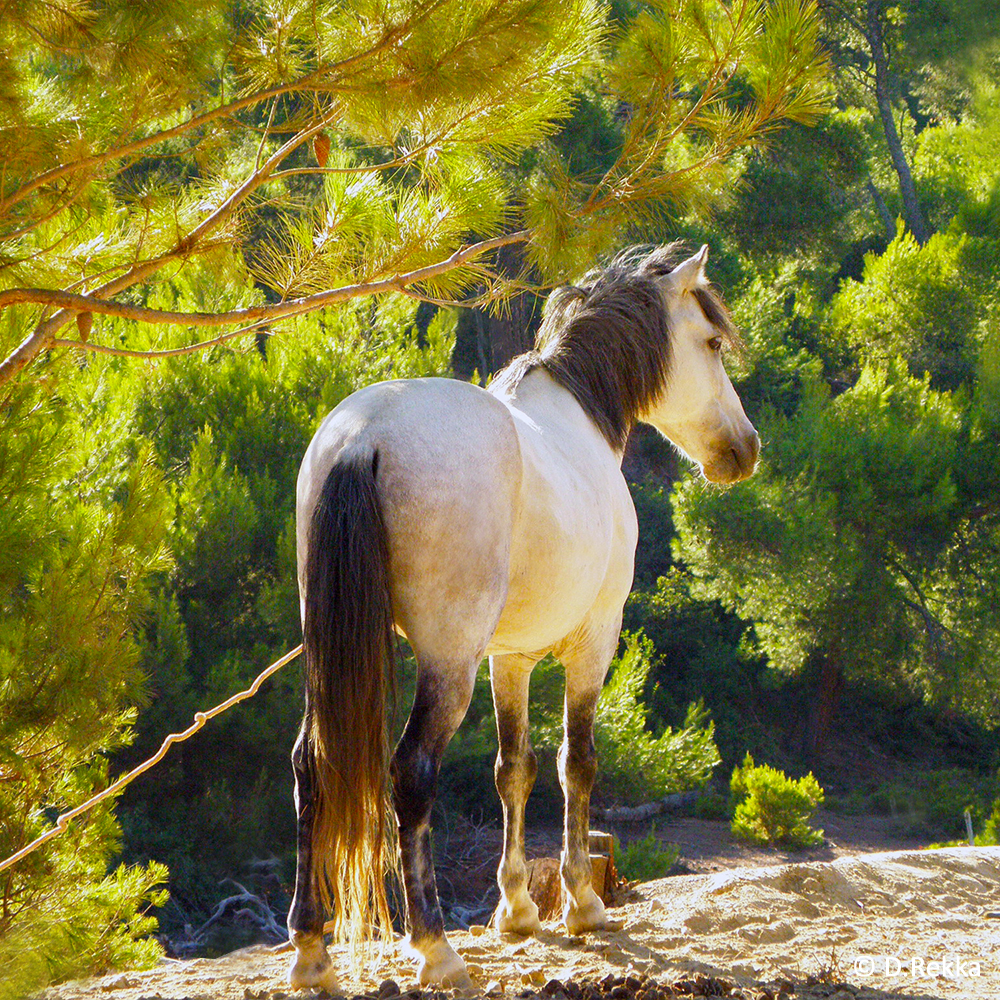
Skyros de robe grise.

Le Skyros est morphologiquement différent des autres chevaux et poneys grecs. Il existe cependant une convergence morphologique avec le Rhodos de l'île de Rhodes, et avec le Lesbos (ou Midilli). Il existe un débat quant à son rattachement au groupe des poneys ou bien à celui des chevaux miniatures. Les habitants de son île le rattachent au cheval. D'après Masseti et Edwards, bien que classé parmi les poneys en raison de sa taille, il présente la morphologie d'un cheval et non celle d'un poney, ce qui en fait une forme de cheval miniature,,. Sa conformation est fine, très éloignée de celle des poneys d'origine celtique. D'après Bonnie Lou Hendricks (université de l'Oklahoma), il présente une convergence morphologique avec d'autres races de chevaux miniatures élevées à des latitudes similaires, telles que le Giara, le Caspien et le Guoxia de Chine.
Morphologiquement, les Skyros sont caractérisés par une circonférence corporelle plus élevée que leur poids, et une longueur de tête généralement égale à la distance entre le garrot et la pointe de l'épaule, autant de caractéristiques morphologiques propres aux chevaux. Le modèle est médioligne. En 1988, Bongianni estime que leur aspect est caractérisé par une certaine laideur.

#### Tête
La tête est de petite taille selon le journaliste équestre britannique Nicola Jane Swinney, la journaliste française Emmanuelle Brengard, Hubrecht et le guide Delachaux, petite à moyenne selon l'auteur italien Gianni Ravazzi,, moyenne selon Bongianni, « pas petite » selon Nissen, longue et lourde d'après Kholová. Bien déliée, elle est mal attachée. Le profil de tête est rectiligne et le front large selon la majorité des auteurs,,,,, le guide Delachaux décrivant un profil légèrement convexe. Les joues sont épaisses. L'œil est proéminent (« œil de crapaud ») et en forme d'amande, petit selon Bongianni mais grand selon Hendricks. Les oreilles sont petites, et très courtes,,. Le nez est large, avec des naseaux larges et ouverts.

#### Avant-main, corps et arrière-main
L'encolure est épaisse et courte,,,,, avec une attache au corps jugée disgracieuse, située bas. Hubrecht décrit l'encolure comme longue. Elle peut présenter une forme creuse (encolure de cerf). Le garrot est relativement plat,,. Les épaules sont courtes, rectilignes (droites), et faibles. Le corps et le thorax sont étroits et peu développés,,, la poitrine étant peu profonde. La ligne dorsale est courte et droite selon la majorité des auteurs,,,,,, mais Nissen décrit le dos comme long. La croupe est étroite, peu développée, oblique,,, longue selon Edwards mais brève selon Hubrecht et Nissen. L'arrière-main est peu musclée,, avec une queue attachée bas,,,.

#### Membres, aplombs, poils et crins
Les membres sont fins, et dotés d'articulations fines, mais résistants,. Les aplombs des membres antérieurs peuvent comporter des genoux de bœuf (genoux rapprochés l'un de l'autre), et des jarrets de vache, ou jarrets clos (jarrets rapprochés l'un de l'autre),,,. Les pieds sont petits, dotés de talons hauts et toujours noirs, ce qui constitue l'une des caractéristiques de la race,,,. Les crins sont extrêmement longs, la crinière est fournie, la queue touche souvent le sol bien qu'elle soit peu épaisse. Le Guide Delachaux déclare au contraire que tous les crins sont abondants. Des fanons courts sont présents au bas des jambes selon Kholová, mais Hendricks affirme que les fanons sont absents,. Le poil de la robe pousse hérissé.

### Robes
L'ensemble des robes simples est présent chez la race. D'après la majorité des auteurs la robe la plus répandue est le bai sous toutes ses nuances, dont le bai-brun,,,,,. L'alezan, le gris, et le bai dun (improprement traduit par « isabelle ») sont représentés,,. Pour Hubrecht, l'alezan serait la robe la plus représentée. Kholová, Nissen et Brengard signalent le noir comme possible, bien que rare,,. D'après l'autrice britannique Caroline Silver (1984), les robes les plus représentées sont le souris, l'alezan brûlé et le gris.
Les marques primitives peuvent être présentes,,. Le pangaré est fréquent d'après le guide Delachaux,. Quelques marques blanches sont possibles sur la robe, Kholová et Brengard estimant qu'elles se limitent à une étoile en tête ou quelques balzanes,.

### Tempérament, allures, entretien et santé
Le Skyros est un poney tenace, résistant, volontaire et d'humeur égale, particulièrement sûr et fiable,,. Il présente un caractère joueur et curieux. Les poulains sont faciles à dresser et à manipuler.
Rustique,, le Skyros n'exige que peu de nourriture,,. Il supporte vraisemblablement bien les grosses chaleurs. Sa longévité est très bonne. Nissen rapporte qu'une jument âgée de 45 ans aurait mis bas un poulain en bonne santé.
Les allures présentent peu d'amplitude, mais sont énergiques, avec un pied très sûr même en terrain difficile. Les membres du Skyros sont très solides, cette race ne souffrant que rarement de fourbures. La ferrure est rarement nécessaire, même lorsque ces petits chevaux se déplacent sur des rochers. Enfin, ce poney est habile au saut d'obstacles.
Du fait du risque d'extinction pesant sur la race, une harde est gardée à l'Université Aristote de Thessalonique, dans le Nord du pays, depuis la fin des années 1990. Un poulain mâle d'un mois souffrant d'une fracture du métacarpe a ainsi été soigné par le personnel de cette université. L'association britannique Greek Animal Welfare Fund (GAWF) intervient, entre autres, pour les poneys Skyros.

### Génétique
D'après l'article de George P. Laliotis et Meni Avdi publié en 2017, le Skyros présente une moyenne totale de consanguinité évaluée à 24 %, un nombre moyen d'allèles par locus de 3,72 (variant entre 1 et 7 allèles), et une hétérozygotie moyenne de 0,57. Les deux chercheurs en concluent que « bien que la population ait maintenu des niveaux raisonnables de diversité génétique, une stratégie de gestion de la consanguinité bien étudiée devrait être mise en œuvre ». Un goulet d'étranglement génétique a affecté les chevaux de l'Université Aristote de Thessalonique et de l'île de Corfou. Le coefficient de consanguinité, tel qu'il a été mesuré sur les chevaux appartenant à l'Université, est comparable à celui de la plupart des races de chevaux européennes. La moitié des Skyros enregistré dans un registre généalogique sont rattachés à 6 ancêtres communs.
Selon Bömcke et al., génétiquement, le Skyros est assez proche des races équines du Moyen-Orient mais en reste distinct ; il présente la particularité d'avoir vécu totalement isolé sur une longue période de temps. Edwards déclare l'absence d'affinité génétique avec le cheval oriental, dont le Skyros est distinct. Les races du Crétois, du Pindos et du Pénée en sont beaucoup plus proches que le Skyros.
Une première étude basée sur l'analyse de l'ADN mitochondrial et publiée en 2000 par Apostolos P. Apostolidis et ses collègues, conclut que le Skyros est proche des autres races de chevaux et de poneys grecs. Les auteurs indiquent des mélanges précoces entre différentes populations équines. L'étude de Bömcke et al., publiée en 2011, précise au contraire que le Skyros se distingue génétiquement des autres races de chevaux et de poneys grecs. Son analyse génétique et sanguine ne révèle pas la présence de gènes ou de groupes sanguins rares ou uniques. D'après l'arbre phylogénétique modélisé par Bömcke et al., il se révèle génétiquement plus proche de la race lituanienne du Žemaitukas que des autres races équines grecques.

### Sélection
Le Skyros dispose d'un registre généalogique. Il existe plusieurs organismes de sélection et de sauvegarde impliqués pour le Skyros. L'un d'eux est The Silva Project, qui joue un rôle important dans la conservation de la race. Le projet Katsarelias-Simpson (Katsarelias-Simpson Project, du nom de ses fondateurs Amanda Simpson et Stathis Katsarelias) s'est constituée en 2005, avant de prendre le nom de Skyros (Island) Horse Trust en 2006. Cette association travaille avec les jeunes générations et accueille des bénévoles pour préserver la race. Une troisième initiative est portée par l'association Hippolytus (ελληνικά Ιππόλυτος), depuis 2010.
Il existe trois catégories de sélection parmi la race, la catégorie A rassemblant les sujets les plus petits et les plus proches du type originel. Hubrecht signale que certains éleveurs cherchent à obtenir des chevaux plus grands, toisant jusqu'à 1,20 m.

## Utilisations
Le Skyros a longtemps été utilisé par les fermiers pour les travaux agricoles légers,,, en particulier pour le battage du blé,,, et a servi à tracter de petites charrettes et charrues. Il est également bâté,,. Ses usages historiques visent entre autres à transporter de l'eau et des marchandises. Il existait aussi une tradition de courses hippiques qui attiraient un public nombreux, et dans lesquelles les poneys étaient classés en fonction de leur « authenticité » et de leur taille, avec un marquage au fer rouge ou d'autres types de marquage de propriété.
Désormais, le cheptel îlien n'a plus de fonction particulière. Conservé en tant qu’emblème pour des raisons culturelles, il est surtout devenu un argument touristique. D'après Jasper Nissen, une poignée d'agriculteurs capturent et dressent des hipparia pour les faire monter par des enfants pendant la saison touristique, ou bien pour les entraîner aux courses du mois d'août, pendant lesquelles de jeunes cavaliers doivent tenir le plus longtemps possible à cru sur le dos de leur hipparion. Certains centres équestres locaux exploitent ainsi des poneys pour que des enfants puissent les monter.
D'après l'auteur italien Gianni Ravazzi, le Skyros peut faire une excellente monture, en particulier pour les débutants,. Edwards ajoute que proportionnellement à sa taille, il est apte au saut. Kholová estime cependant que sa morphologie ne lui permet pas d'être monté confortablement par des enfants, le garrot plat et les épaules droites rendant difficile la pose et le maintien d'une selle. Elle déclare que les poneys présentés comme des Skyros et montés en équitation pour les enfants proviennent en réalité de croisements. Hubrecht souligne que son épaule droite confère au Skyros des allures sèches, malgré une bonne impulsion naturelle.
D'après Avdi et son équipe, l'élevage du Skyros présente un intérêt économique pour pratiquer l'équitation de loisir. Il est utilisé en équithérapie, notamment par The Silva Project afin d'assurer une rentabilité au programme, et comme monture thérapeutique pour les enfants,. Sa taille et son caractère donnent aux jeunes cavaliers une autonomie en selle,. Ces mêmes qualités en font un excellent compagnon pour les personnes ayant une infirmité mentale, psychologique ou émotionnelle, et qui pourraient être impressionnées par un animal de plus grande taille,.
Enfin, le Skyros revêt un intérêt en écopâturage, grâce à sa capacité à se nourrir sur des sols pauvres.

## Diffusion de l'élevage

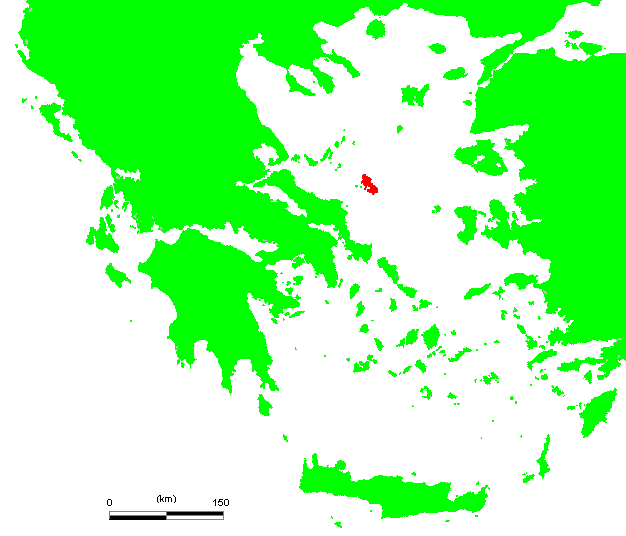
Localisation de l'île de Skýros en Grèce.

La race est endémique à l'île de Skýros, l'une des Sporades du Nord de la Mer Égée, et donc à la Grèce,,,,,,.
L'étude de l'université d'Uppsala (2010) considère le Skyros comme une race locale en danger critique d'extinction, maintenue par des mesures de protection, de même que l'évaluation de la FAO réalisée en 2007, ainsi que les données FAO consultées en 2022. En 2015, l'effectif répertorié en Grèce est d'environ 300 poneys ; ce cheptel augmente à 387 en 2020. Le cheptel s'est reconstitué grâce aux mesures de conservation mises en place. En 2008, l'effectif d'un peu moins de 200 poneys se répartit en trois hardes : 140 animaux en semi-liberté sur leur île d'origine, 40 à l'université Aristote de Thessalonique (où ce cheptel d'animaux est étudié par Penny Turner depuis 1988,), le reste sur l'île de Corfou. CAB International signale aussi des sujets à Larissa. 
| Année                               | 1990        | 1993        | 1994        | 2002 | 2007 | 2010 | 2012 | 2013 | 2015    | 2020 |
| ----------------------------------- | ----------- | ----------- | ----------- | ---- | ---- | ---- | ---- | ---- | ------- | ---- |
| Effectif des poneys Skyros en Grèce | Moins de 73 | Moins de 79 | Moins de 84 | 139  | 155  | 169  | 234  | 239  | 291-300 | 387  |

La harde restée sur Skýros vit en semi-liberté dans des zones montagneuses et broussailleuses, d'octobre à mai, notamment dans la zone Natura 2000 des monts Kohylas,. Les animaux sont récupérés par leurs propriétaires pendant l'été.
Le Skyros a été exporté hors de Grèce, notamment vers l'Europe occidentale et les États-Unis. Quelques tentatives d'implantation allochtone concernent l'Écosse, : les trois hardes grecques sont en effet vulnérables aux incidents démographiques. Le troupeau écossais compte 22 têtes vers 2013. 
La race est introduite en France, dans le département de l'Isère, par l'association Bouillon de Poney en 2013, à la suite d'un volontariat sur l'île de Skýros. Une première importation concerne deux hongres écossais, puis deux entiers et deux juments de l'île de Corfou. En juillet 2016, après deux ans de négociations, deux Skyros sont confiés à l'abbaye de Villers, en Belgique ; en 2020, ces deux chevaux sont toujours présents sur le site.

## Dans la culture
Alors que le Skyros était autrefois un simple petit cheval agricole, il acquiert une valeur culturelle de plus en plus grande.

### Légendes et mythologie

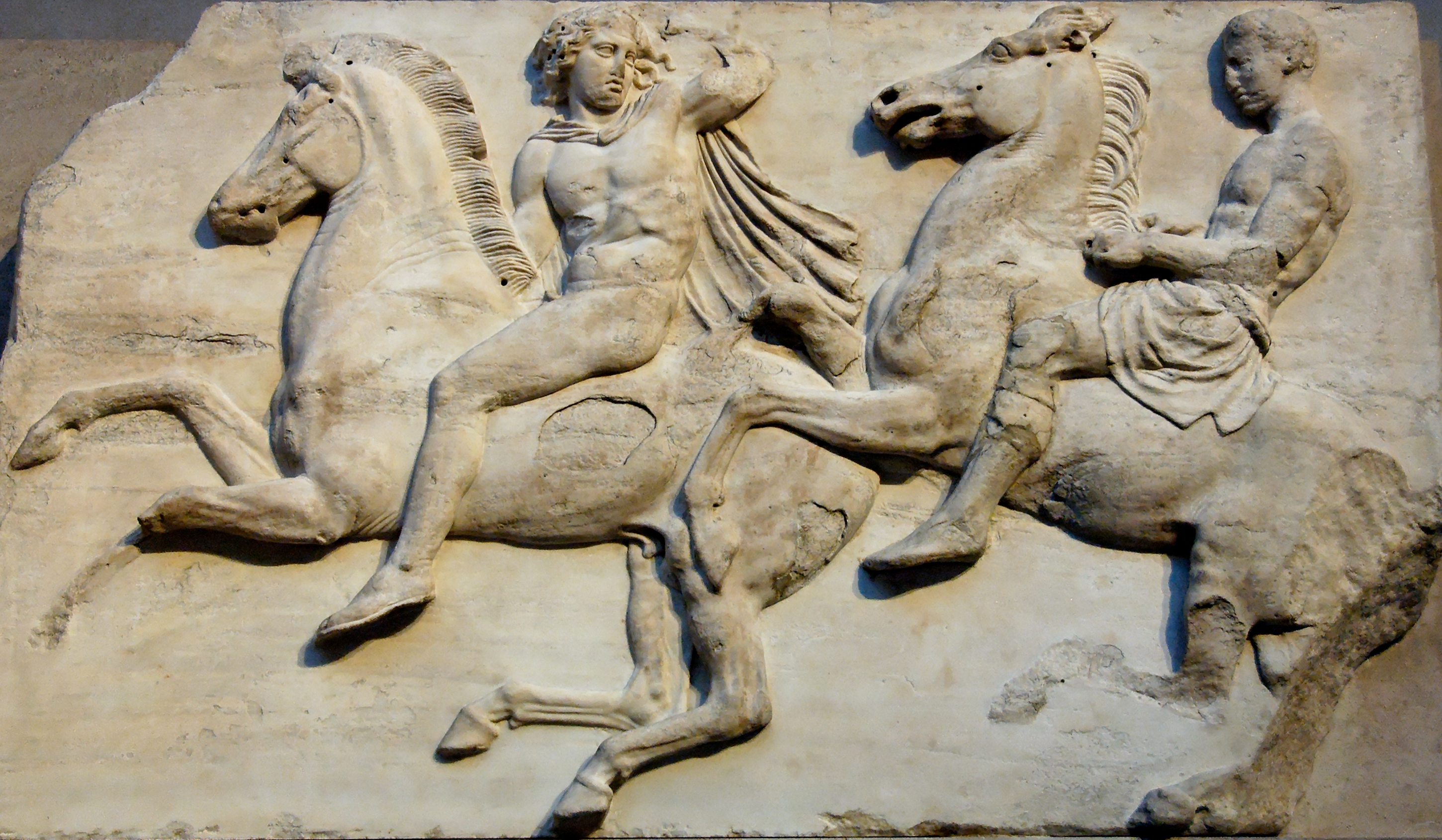
Les chevaux de la frise du Parthénon. La différence de taille avec le Skyros actuel est très nette, le Skyros n'étant absolument pas assez grand ni assez fort pour porter des hommes adultes.

Le Skyros suscite des légendes. Dans un article de 2016, National Geographic le présente comme le « minuscule cheval réel du mythe grec ». Il est rattaché aux conquêtes d'Alexandre le Grand, et associé aux chevaux de la sculpture grecque antique, plus particulièrement à ceux de la frise du Parthénon, présentés comme ses ancêtres dans des encyclopédies spécialisées,,, dans la presse et dans des guides de voyage.
Le Skyros est aussi associé à la guerre de Troie et au héros grec Achille, connu pour avoir séjourné sur l'île, notamment dans les guides de voyage qui décrivent l'île de Skýros pour les touristes, et par le Skyros Horse Trust, qui déclare qu'il « n'est pas déraisonnable » de penser que ce sont des Skyros qui ont tiré les chars de la guerre de Troie.

### Films documentaires
Το Καλπάζοντας στον αφανισμό (« Galop à l'extinction ») est un film documentaire de Μαρίας Μαυρίκιου (Maria Mavrikiou), sorti en 1982, et consacré à la lente disparition du Skyros,. Il aborde différentes théories relatives à l'histoire et aux origines de la race, le battage traditionnel et les problèmes posés par la modernisation des méthodes agricoles, ainsi que la construction d'un hippodrome par les habitants de l'île de Skýros.
Un autre documentaire est produit par Horsefly Films, projeté lors de festivals en 2013 puis sorti en 2016, Of Gods and Kings : The Skyros Horse est un court métrage américain de 28 minutes,.